# Pentomino
Pentomino (gr. πέντε / pente – pięć + domino) – układanka logiczna. Jest to szczególny przypadek polinomina dla klocków złożonych z pięciu przylegających kwadratów.
Z pięciu kwadratów można ułożyć 12 różnych klocków. Są one oznaczane łacińskimi literami, do których są najbardziej podobne. Nazwę łamigłówce nadał amerykański matematyk Solomon W. Golomb w 1953. W Wielkiej Brytanii znana jest jako "maestro puzzle". Problemami matematycznymi związanymi z pentomino zajmowali się Martin Gardner, David A. Klarner, R.M.Robinson, Spencer Earnshaw, Dana S. Scott, John G. Fletcher, C.B.Haselgrove.

Porównanie sposobów nazywania pentamin. Pierwsza konwencja jest użyta w tym artykule. Drugą stosował Conway.

pentomino 3D

Klocki można obracać i przekładać na drugą stronę. Poniżej pokazano możliwe ustawienia pentomina Y:
Zabawa polega na wypełnianiu rozmaitych figur pentominem. Poniżej podano przykładowe rozwiązania dla kilku prostokątów: